# Line et Willy
Line & Willy est un duo de variété française de la fin des années 1960 et du début des années 1970.

## Biographie
Ce couple d'artistes, constitué de Line Van Menen et Claude Boillod, se fait connaître, en 1966, comme lauréat du Palmarès des Chansons de Guy Lux avec Le Vent puis en décrochant le 2e prix de La Rose d'or d'Antibes avec Pourquoi pas nous ?.
Ils enregistrent ensuite plusieurs disques chez AZ, qui remportent un certain succès : Près de la Fontaine (1966), Nous on s'aime et On se ressemble (1967), puis La vie à deux, Rien n'empêche la terre de tourner et Le marchand d'arc-en-ciel (1968), Les jardins italiens (1970), Si un jour tu t'en vas (1972), avec un album en 1967.
En 1968, ils représentent Monaco au Concours Eurovision de la chanson avec A chacun sa chanson et sortent, dans la foulée, un album de 12 titres comprenant cette chanson.
Entre 1974 et 1976, le duo enregistre trois albums pour enfants.
Après la séparation du couple, Line entame une carrière solo et se produit dans des concerts jusqu'à une date récente.
Willy meurt le 20 décembre 2018 dans le village de Peypin, où il résidait depuis les années 90.
Line meurt le 30 avril 2023 à Amiens, à 85 ans.